# Strasbourg IG
Strasbourg Illkirch-Graffenstaden Basket, cel mai adesea cunoscut ca SIG sau Strasbourg este un club profesionist de baschet din Strasbourg, Franța. Clubul, fondat ]n 1929, concurează în campionatul Franței și în Liga Campionilor la Baschet. Clubul joacă meciurile de pe teren propriu în Rhénus Sport.

## Istorie
Clubul a fost fondat ]n 1929, și a ajuns în prima divizie franceză de baschet pentru prima dată în 1938. 
Începând cu sezonul 2004-2005, noul antrenor principal Éric Girard a preluat echipa. În sezonul regulat, SIG a terminat pe locul al treile, iar Girard a fost numit antrenorul anului. Strasbourg a câștigat campionatul pentru prima dată în sezonul 2004-2005, învingând rivala SLUC Nancy cu 72-68.
În sezonul 2005-2006, Strasbourg a jucat în Euroligă, echipa având rezultate foarte bune, învingând pe Saski Baskonia. În campionatul naționa, echipa a fost învinsă de Nancy în semifinale. 
În sezonul 2006-2007, Strasbourg IG s-a oprit în sferturile de finală. După câțiva ani de regres, echipa a început să revină, sub conducerea antrenorului Vincent Collet care a preluat echipa în 2012. SIG a ajuns în finala Ligii Pro A trei ani consecutivi, în 2013, 2014, 2015. Pe lângă asta, echipa a câștigat Cupa Liderilor 2015 Liderii Cupa și Cupa Franței 2014-2015.

## Palmares

### Național
Campionatul Franței
- Titluri (1): 2004-2005

Cupa Franței
- Titluri (1): 2014-2015

Cupa Liderilor
- Titluri (1): 2015

Meciul Campionilor
- Titluri (1): 2015

Divizia B a Franței
- Titluri (1): 1998-1999

## Jucători importanți
- Alexis Ajinça
- Axel Toupane
- / Crawford Palmer
- Kornél Dávid
- Mindaugas Timinskas
- Afik Nissim
- / Jarod Stevenson
- / Ricardo Greer
- Michael Brooks
- Chuck Eidson
- Rick Hughes
- Keith Jennings
- J. R. Reid
- Anthony Roberson
- Brion Rush
- Terence Stansbury